# Agapitus z Ravenny
Svatý Agapitus z Ravenny žil ve 4. století a byl biskupem Ravenny. Není jisté zda se roku 340 zúčastnil koncilu v Římě, svolaného papežem sv. Juliem I.
Až do 10. století byl pohřben na hřbitově Basilica Probi di Classe. Roku 963 arcibiskup Petr IV. nechal ostatky exhumovat a přenést do Anastasi urbana.
Jeho svátek se slaví 16. března.